# Pordoselene
Pordoselene (en grec antic Πορδοσελήνη) era la principal de les Cent Illes, un grup de petites illes entre Lesbos i la costa continental asiàtica. La sola ciutat que hi havia portava el mateix nom, segons diuen Escílax de Carianda i Estrabó.
Estrabó diu que per evitar el sentit malsonant que tenia el nom, sovint se l'anomenava Poroselene (Ποροσελήνη), que és la forma que usa Claudi Ptolemeu. En un moment posterior va canviar el nom per Proselene i amb aquest nom apareix com a seu d'un bisbe.